# ABN AMRO World Tennis Tournament 2005
ABN AMRO World Tennis Tournament 2005 — тенісний турнір, що проходив на кортах з твердим покриттям у місті Роттердам, Нідерланди з 14 лютого . Належав до категорії ATP International Series Gold, був турніром серії Rotterdam Open 2005 року.

## Фінальна частина

### Одиночний розряд
Роджер Федерер —  Іван Любичич 5–7, 7–5, 7–6(7–5)

### Парний розряд
Джонатан Ерліх /  Енді Рам —  Цирил Сук /  Павел Візнер 6–4, 4–6, 6–3